# G. Lenotre
G. Lenotre, pseudonym för Louis Léon Théodore Gosselin, född 7 oktober 1855, död 7 februari 1935, var en fransk historiker.
Gosselin stammade på mödernet från André Le Nôtre. Han gjorde sig känd som en samvetsgrann och intresseväckande författare av skildringar från revolutionstiden med en överflödande rikedom på detaljupplysningar av person-, kultur- och lokalhistorisk art. Lenotre blev 1932 medlem av Franska akademien.

## Böcker på svenska
- Skildringar från revolutionens dagar: med stöd af gamla papper och dokument (Åbo, 1901)
- Bilder från revolutionen (översättning Algernon Börtzell, Norstedt, 1908) (Paris révolutionnaire)
- Bilder från revolutionen: gamla byggnader, gamla papper (översättning Algernon Börtzell, 1909-1912) (Paris révolutionnaire) [fyra vol.]
- Revolutionsminnen: mass-dränkningarna i Nantes (översättning Algernon Börtzell, Norstedt, 1913) (Les noyades de Nantes)
- Baron de Batz 1792-1795: en rojalistisk konspiratör under skräckväldet (översättning Karin Jensen, Norstedt, 1922)
- Flykten till Varennes juni 1791 (översättning Thorsten W. Törngren, Norstedt, 1923)